# 亮叶越桔
亮叶越桔（学名：Vaccinium lamprophyllum）为杜鹃花科越桔属下的一个种。

## 扩展阅读
- 維基物種上的相關：亮叶越桔